# Onze-Lieve-Vrouw-Geboortekerk (Hoevenen)

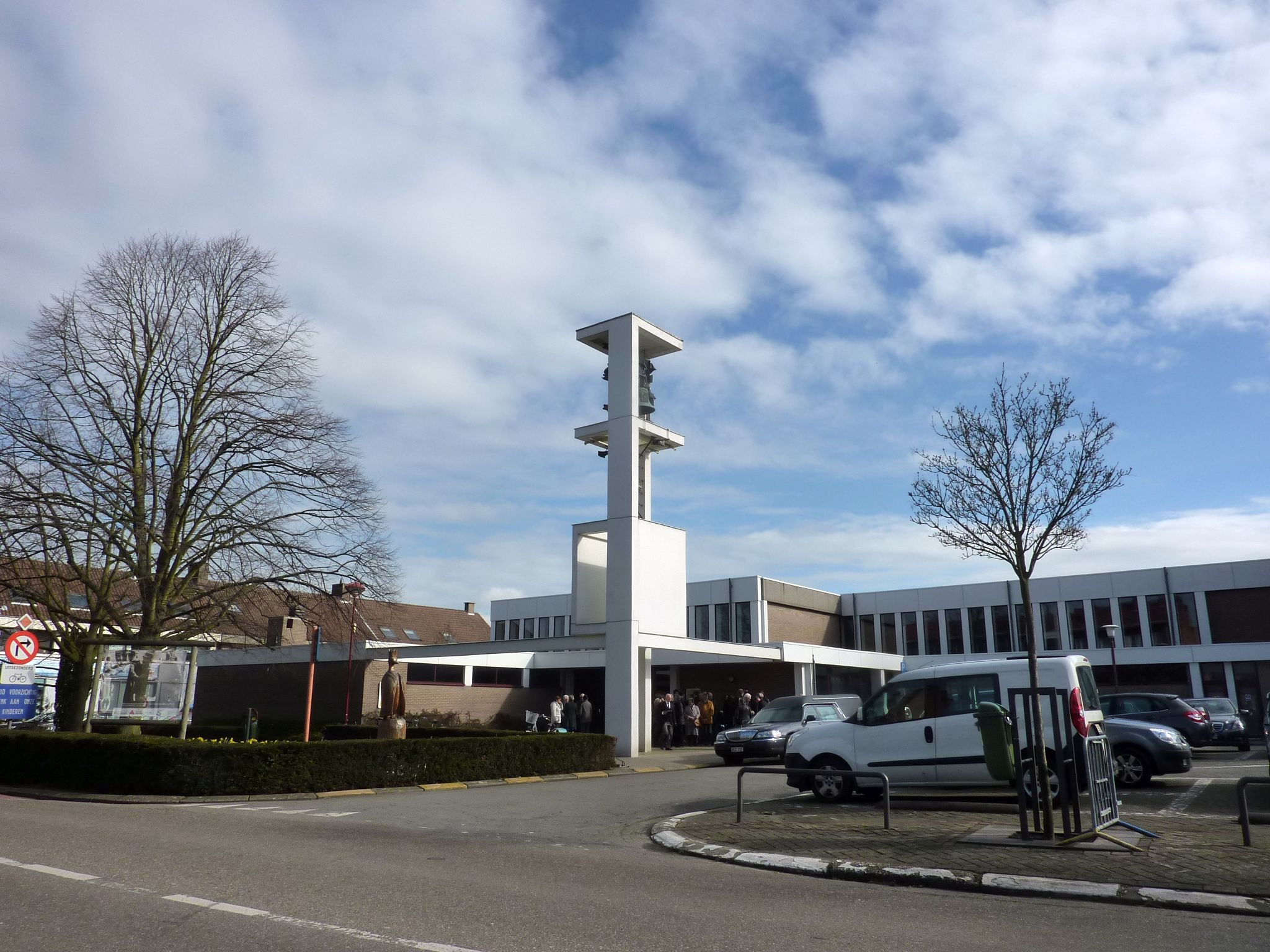
Onze-Lieve-Vrouw Geboortekerk

De Onze-Lieve-Vrouw-Geboortekerk is de parochiekerk van de tot de Antwerpse gemeente Stabroek behorende plaats Hoevenen, gelegen aan het Frans Oomsplein 9.
Deze kerk werd gebouwd in 1971-1972 naar ontwerp van Albert Van den Bergh. De voorgaande kerk, de Kerk van Attenhoven, was eveneens aan Onze-Lieve-Vrouw Geboorte gewijd.
De kerk, in de stijl van het naoorlogs modernisme, werd gebouwd in beton en baksteen. De losstaande open klokkentoren werd in beton uitgevoerd. De kerk heeft een laag, plat dak.